# Mon voisin du dessus
Mon voisin du dessus est un téléfilm français réalisé par Laurence Katrian en 2003.

## Synopsis
Claire Letellier et Alain Gareda sont voisins mais ils ne se supportent pas et ne cessent de se provoquer. Claire veut récupérer l'appartement du dessus, dont Alain est le locataire, pour faire un duplex, car elle doit bientôt se marier avec André. Mais Alain refuse catégoriquement de quitter son logement. Quand, Aurélie, la fille d'Alain, lui annonce que sa mère, Odile, va se remarier avec Rémi, son meilleur ami et dentiste, il souhaite se rendre au mariage. Alain propose donc un marché à Claire : si elle accepte de l'accompagner en se faisant passer pour sa fiancée, il quittera l'appartement. Elle accepte. Pendant la réception, Claire se saoule, tombe malade et gifle Alain alors qu'ils s'embrassaient. À son retour, elle se dispute avec André. Celui-ci fait expulser Alain par des huissiers avant la fin de la période décidée dans l'arrangement. Mais cela déplaît à Claire...

## Fiche technique
- Réalisation : Laurence Katrian
- Scénaristes : Pierre Colin-Thibert et Jean-Claude Islert
- Producteur exécutif : Jan van Raemdonck
- Musique : Alice Willis, et durant le bal, Michèle Laroque danse sur "Soul Bossa Nova" de Quincy Jones.
- Montage : Catherine Trouillet
- Direction artistique : Frédéric Delrue
- Société de production : Art et Cinéma, GTV
- Pays d'origine : France
- Genre : Comédie
- Durée : 90 minutes
- Date de diffusion : 4 février 2004 sur TF1

## Distribution
- Michèle Laroque : Claire Letellier
- Richard Berry : Alain Gareda
- Pascale Arbillot : Odile
- Jean-Yves Berteloot : André
- Hande Kodja : Aurélie
- Serge Kribus : Pierre
- Stéphane De Groodt : Rémi
- Lætitia Reva : Martine
- Matthew Modine : Jeff
- Ed Quinn : Jonathan
- Gina Mantegna : Ally
- Ann Cusack : Jenny
- Krysten Leigh Jones : Kayce
- Jean-Michel Vovk : Fabien

## Adaptation américaine
Ce téléfilm a été adapté pour la télévision américaine en 2007 par Eddie O'Flaherty sous le titre The Neighbor dont l'action se situe à Los Angeles. Michèle Laroque en est la productrice et l'actrice principale.